# Édit de Moulins
Ne pas confondre avec l’ordonnance de Moulins de 1490 sur l’usage du français dans la justice.
Ne pas confondre avec l’ordonnance de Moulins de 1566 réformant la justice.
L’édit de Moulins est un édit royal signé par le roi de France Charles IX en février 1566 à Moulins, dans le Bourbonnais, une des dernières étapes du Grand tour de France effectué par le roi entre janvier 1564 et mai 1566. 

## Caractéristiques
Préparé par le chancelier Michel de L'Hospital, cet édit règlemente définitivement les aliénations au domaine royal. Pour ce faire, les juristes ont distingué un domaine fixe (ensemble des biens et droits acquis par la Couronne à l'avènement d'un roi donné) et le domaine casuel (tout ce qui vient à échoir au roi).
L'édit de Moulins est une réglementation du domaine royal, considérée comme une source historique du domaine public, car les biens des personnes publiques jouissaient déjà d’un statut spécial, symbolisé par leur inaliénabilité et leur imprescriptibilité.  Il reste considéré aujourd'hui comme la source du domaine public.
Selon les termes de cet édit, le domaine fixe est inaliénable, mais le roi peut disposer du domaine casuel. Un bien acquis par le roi pouvait entrer dans le domaine fixe après dix ans d'administration par les agents royaux.
Cet édit est une source directe du droit français actuel puisque, par exemple, pour pouvoir revendiquer un droit de propriété sur un domaine public par nature (mer et ses rivages, rivières navigables, sous-sol d'une voie publique, etc.), il faut pouvoir justifier d'un acte de propriété antérieur à cet édit de 1566.

### Domaine public immobilier
Le domaine public immobilier est défini par les articles L. 2111-1 et suivants du code général de la propriété des personnes publiques, codifiés par l'ordonnance no 2006-460 du 21 avril 2006, dont l'article 7 a notamment abrogé l'ordonnance de la marine du 31 juillet 1681 relative à la police des ports, côtes et rivages de la mer, la loi du 29 floréal an X (19 mai 1802) relative aux contraventions en matière de grande voirie et plusieurs dispositions du code du domaine de l'État.

#### Domaine public maritime et fluvial
Le texte de l'édit de Moulins est considéré, en revanche, par la doctrine comme « substitué » et codifié à l'article 23 du code du domaine public fluvial et de la navigation intérieure, selon l'article 246 dudit code, en vertu de l'article 1er et de la table de concordance du décret no 56-1033 du 13 octobre 1956 publiée au J.O. du 16 octobre 1956, page 9.897. Cet article 23 a été abrogé par l'article 7.II.4° de l'ordonnance no 2006-460 du 21 avril 2006, relative à la partie législative du code général de la propriété des personnes publiques, mais repris identiquement à l'article L. 3111-2 du même code, relatif au principe d'inaliénabilité du domaine public, lequel dispose : « Le domaine public maritime et le domaine public fluvial sont inaliénables sous réserve des droits et des concessions régulièrement accordés avant l'édit de Moulins de février 1566 et des ventes légalement consommées de biens nationaux. »
L'article 246 du code du domaine public fluvial et de la navigation intérieure a, lui, été abrogé par l'article 7.2° de l'ordonnance no 2010-1307 du 28 octobre 2010, relative à la partie législative du code des transports. L'article L. 2111-4 du code général de la propriété des personnes publiques, relatif au domaine public naturel, fait également la réserve des « actes de concession translatifs de propriété légalement pris et régulièrement exécutés » avant 1963.

### Domaine public mobilier
L'édit de Moulins de février 1566 a consacré le principe de l'inaliénabilité du domaine de la Couronne. Le décret de l'Assemblée constituante du 2 novembre 1789 portant sur la nationalisation des biens du clergé a mis tous ces biens, ainsi que ceux du clergé « à la disposition de la Nation ». L'Assemblée constituante a, quant à elle, précisé, au point 4 du préambule du décret des 28 novembre et 1er décembre 1790 relatif aux domaines nationaux, aux échanges et concessions et aux apanages, « que toute concession, toute distraction du domaine public, est essentiellement nulle et révocable, si elle est faite sans le concours de la nation ; qu'elle conserve sur les biens ainsi distraits la même autorité et les mêmes droits que sur ceux qui sont restés dans ses mains ; que ce principe, qu'aucun laps de temps ne peut affaiblir, dont aucune formalité ne peut éluder l'effet, s'étend à tous les objets détachés du domaine national, sans aucune exception ». L'article 8 de ce décret ajoute que : « Les domaines nationaux et les droits qui en dépendent sont et demeurent (...) ; mais ils peuvent être vendus et aliénés (...) en vertu d'un décret formel du corps législatif, sanctionné par le Roi ». 
Aux termes de l'article L. 2112-1 du code général de la propriété des personnes publiques : « Sans préjudice des dispositions applicables en matière de protection des biens culturels, font partie du domaine public mobilier de la personne publique propriétaire les biens présentant un intérêt public du point de vue de l'histoire, de l'art, de l'archéologie, de la science ou de la technique », inaliénables, sans le consentement ou le concours de la nation. L'article L. 3111-1 du même code, déclaré conforme à la Constitution par une décision du Conseil constitutionnel n° 2018-743 du 26 octobre 2018, ajoute que : « Les biens des personnes publiques, qui relèvent du domaine public, sont inaliénables et imprescriptibles », sans le consentement ou le concours de la nation. 
Il résulte de l'ensemble de ces dispositions combinées que le principe d'inaliénabilité, consacré pour les biens appartenant au domaine de la Couronne par l'édit de Moulins de février 1566, a été réaffirmé par le décret de l'Assemblée constituante du 2 novembre 1789 et étendu à l'ensemble des biens du clergé, meubles ou immeubles, qui, étant « mis à la disposition de la Nation », ont ainsi intégré à cette date, au même titre que les biens de la Couronne, le domaine public national. 
En l'absence d'autorisation législative préalable formelle de sortie, prise sur le fondement du décret de l'Assemblée constituante des 28 novembre et 1er décembre 1790, ces biens inaliénables et imprescriptibles ne peuvent être l'objet de la prescription acquisitive prévue par l'article 36 de ce texte, ni par les règles de prescription ultérieurement instituées par le code civil. Ainsi, lorsqu'un bien a été incorporé au domaine public, il ne cesse d'appartenir à ce domaine, sauf décision expresse de déclassement. Par l'effet du principe d'inaliénabilité, toute cession d'un bien du domaine public non déclassé est nulle, les acquéreurs, même de bonne foi, étant tenus de le restituer.

## Exceptions
L'édit admettait certaines exceptions à l'inaliénabilité du domaine fixe. La première était les apanages, qui pouvaient être consentis à des branches cadettes de la famille royale. La seconde était l'engagement temporaire du domaine royal dans des circonstances particulières, la portion du domaine devant faire retour à la Couronne. La troisième portant sur certains biens appelés « petits domaines de la couronne », qui étaient des biens de faible valeur dont le roi disposait de façon totalement libre.